# Mito da árvore dos gansos

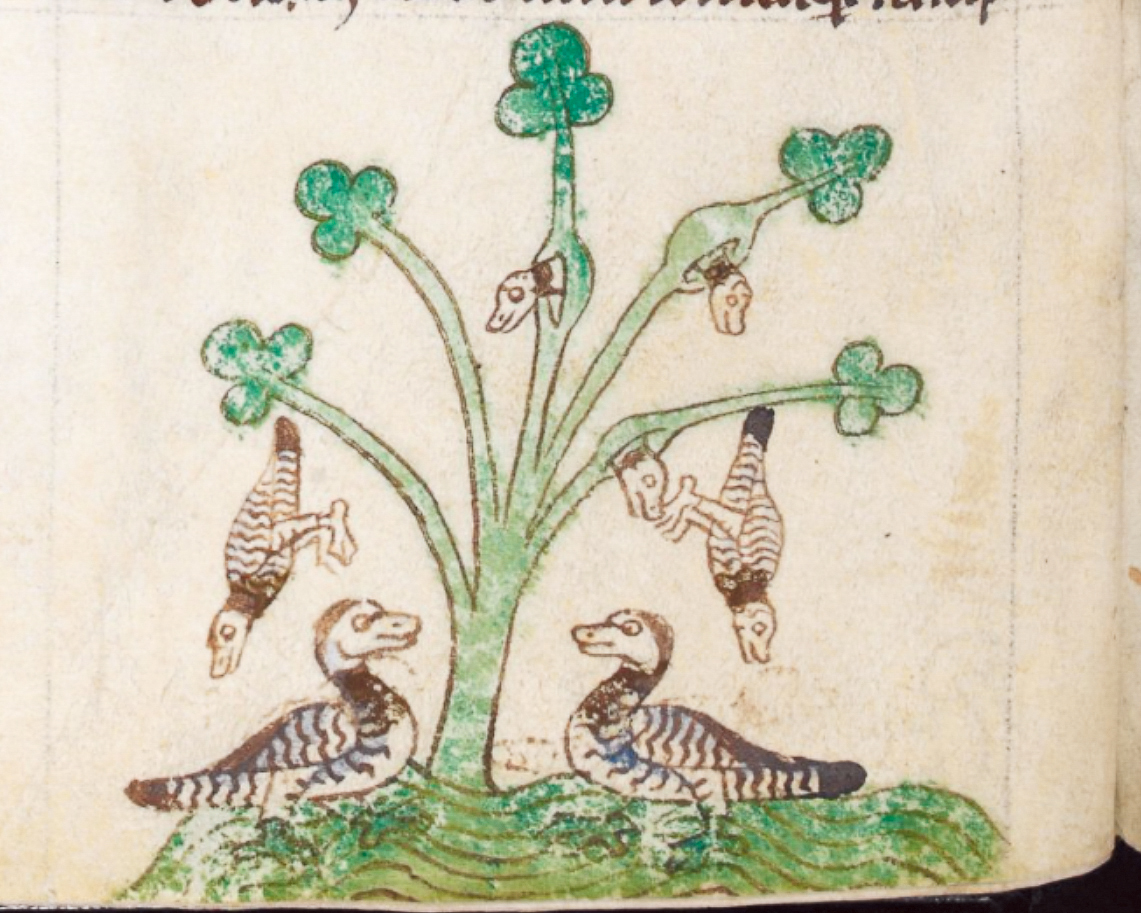
De Topographia Hibernica British Library MS 13 B VIII (c.1188 CE)

Uma versão do mito dos gansos-percebe ou da árvore dos gansos, sobre o ganso de faces brancas (Branta leucopsis) e os gansos de faces negras (Branta bernicla) é que esses gansos nascem inteiramente de percebes ou cracas (Cirripedia). Existem outros mitos e lendas sobre como os gansos se reproduzem; a base de todas elas é que a ave emerge e cresce a partir de matéria diferente dos ovos das aves.

## Terminologia
A etimologia do termo barnacle ("craca" ou "percebe" em geral em inglês, em gaélico escocês bàirneach e bàrnach) sugere raízes latinas, inglesas antigas e francesas. Em bretão e galês uma espécie de molusco é chamada brennig (em córnico brennik).
Lineu, um conhecedor do mito, nomeou duas espécies de cracas Lepas anatifera (1758) e Lepas anserifera (1767), em referência a patos e gansos. Em alemão se diz Entenmuschel, literalmente "mexilhão de pato". Na língua escocesa, alguns gansos são chamados declaik-geese, literalmente "ganso-craca" .
Existem poucas referências em livros e manuscritos pré-cristãos. O nome da espécie de branta a que o mito se refere também é barnacle em inglês, bernicle em áreas da Irlanda, bernaches em francês e barnacla em asturiano e castelhano.

## Fontes e transmissão do mito

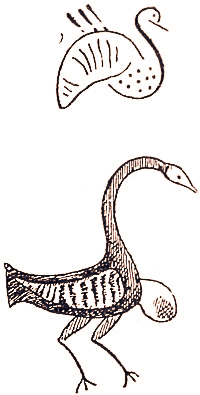
Ray Lankester : Diversões de um Naturalista'. (Boné. XV, pág. 130-141. Fig. 17 Imagem de "O Ossário de Creta", de Georges Perrot). “O pintor de cerâmica micênica observou a craca tão meticulosamente a ponto de selecionar essa estrutura inigualável e aparência muito peculiar, e a representou de tamanho exagerado preso em sua posição adequada no corpo de craca de um ganso. Essa transferência impressionante por parte do artista de um órgão peculiar e característico da craca para o corpo do ganso parece não ter sido notada por M. Houssay. Este também indica a existência em algumas das cerâmicas micénicas de desenhos (veja-se L'Ossuaire de Crète de Perrot e Chipiez) de folhas presas a talos de árvores. Essas folhas (Fig. I 8, a, b, c) mostram as mesmas marcas que vemos nos corpos dos gansos nas Figs. 16, especialmente no meio dos cinco. As folhas (ou frutos?) Copiadas por M. Houssay da cerâmica micênica estão presas em série a um caule, mas ninguém, por enquanto, sugeriu qual é a planta representada. Os cantos da folha ou fruto à direita e à esquerda do seu. FIGO. 17. -Dois desenhos em cerâmica de ganso modificada, do Ossuaire de Creta; As três linhas na parte de trás da figura superior provavelmente representam as pernas ou cirros da craca, que são representadas por dois apêndices articulados nos gansos mostrados na Figura 16. o caule é lançado em espiral, e a metade folha ou metade fruto mostrada na Fig. 18, b, nos leva ao desenho da Fig. 18, c, em que o canto espiral é ligeiramente modificado em curvatura para se assemelhar à cabeça e ao pescoço do ganso, conforme mostrado na Fig. 16. Embora a Fig. 18, c, ainda não tenha asas, pernas ou penas (compare a Fig. 16, d). Capítulo XV

### A influência de Frederico II

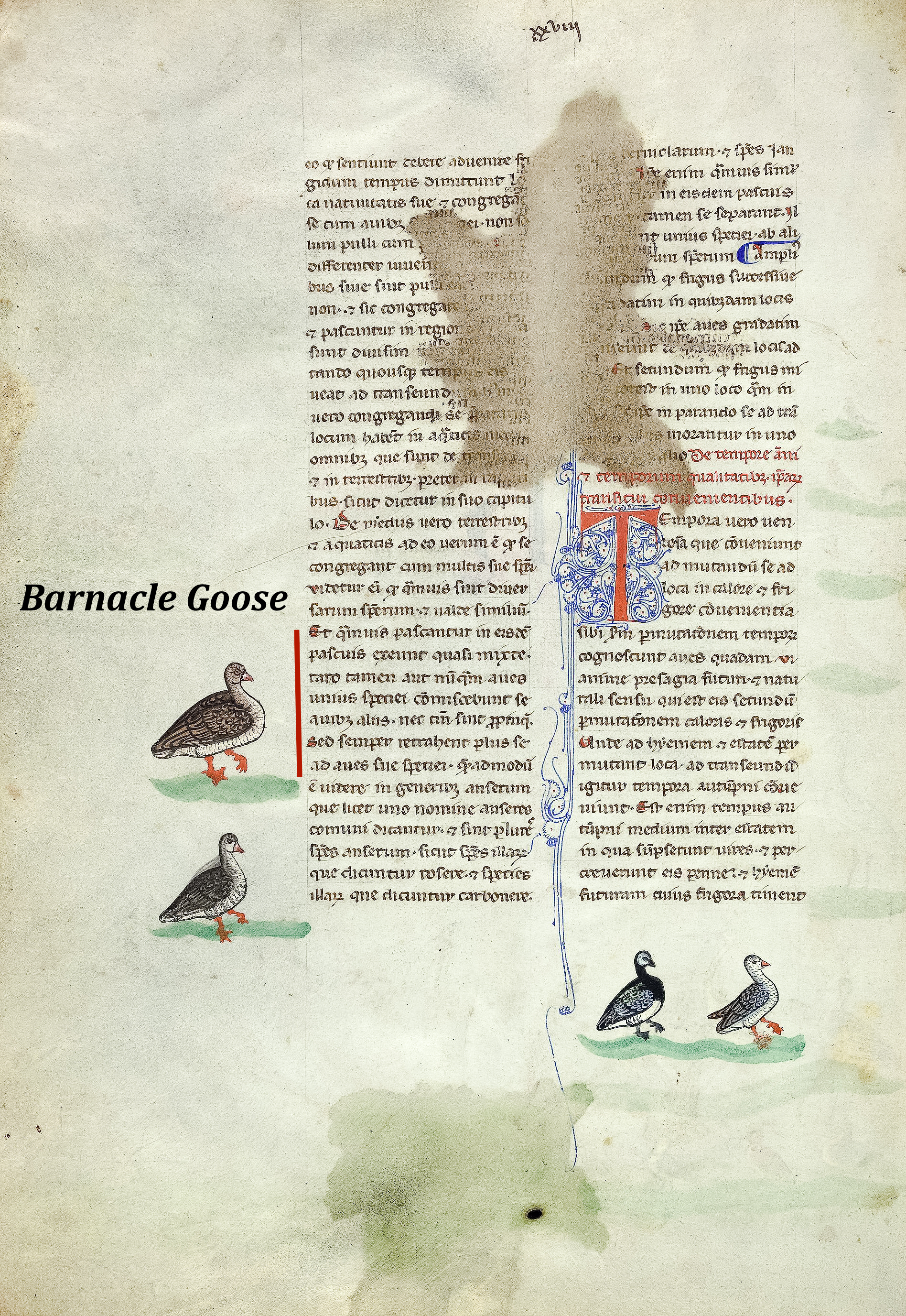
Da Biblioteca do Vaticano Pal. lat. 1071 f. 14v Parte do Capítulo XXIII-F da Arte Venandi Cum Avibus ; Universidade de Heidelberg e Biblioteca Apostólica do Vaticano - Sobre os ninhos dos pássaros

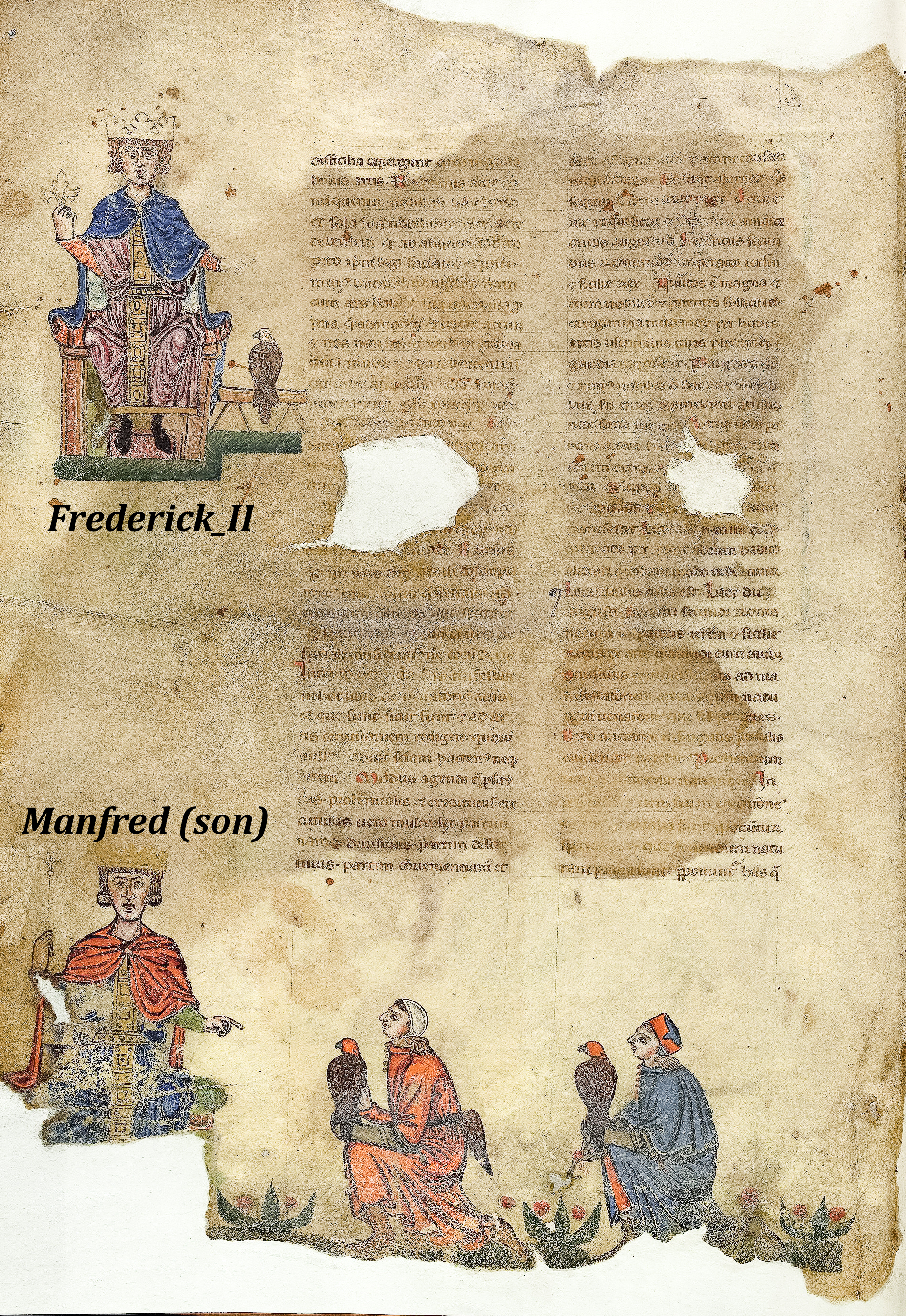
Frederico II Hohenstaufen e seu filho Manfred.

### Geraldo de Gales

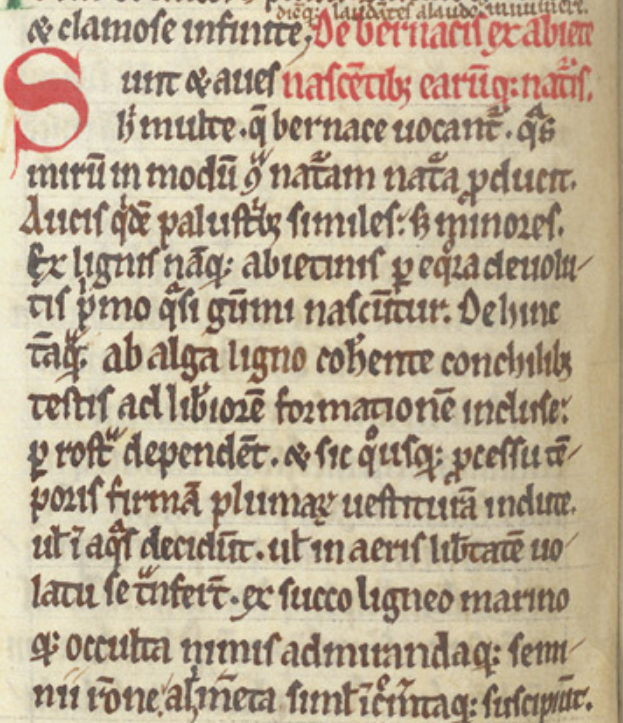
Topographia Hibernica - Biblioteca Britânica MS 13 B VIII

### O IV Concílio de Latrão

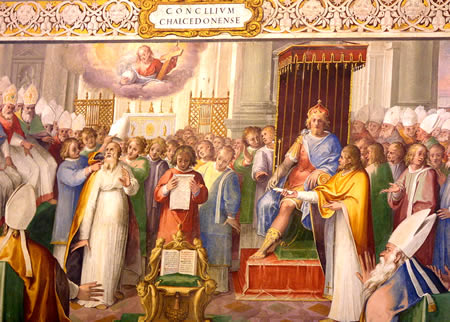
Inocêncio III e o Concílio de Latrão IV (1213)

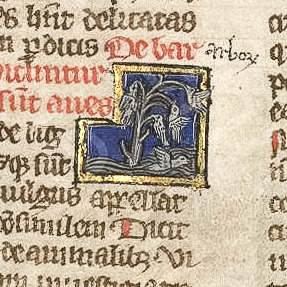
Imagem de gansos-percebes da De Rerum Natura de Thomas de Cantimpre; Ms 0320; Biblioteca Municipal de Valenciennes

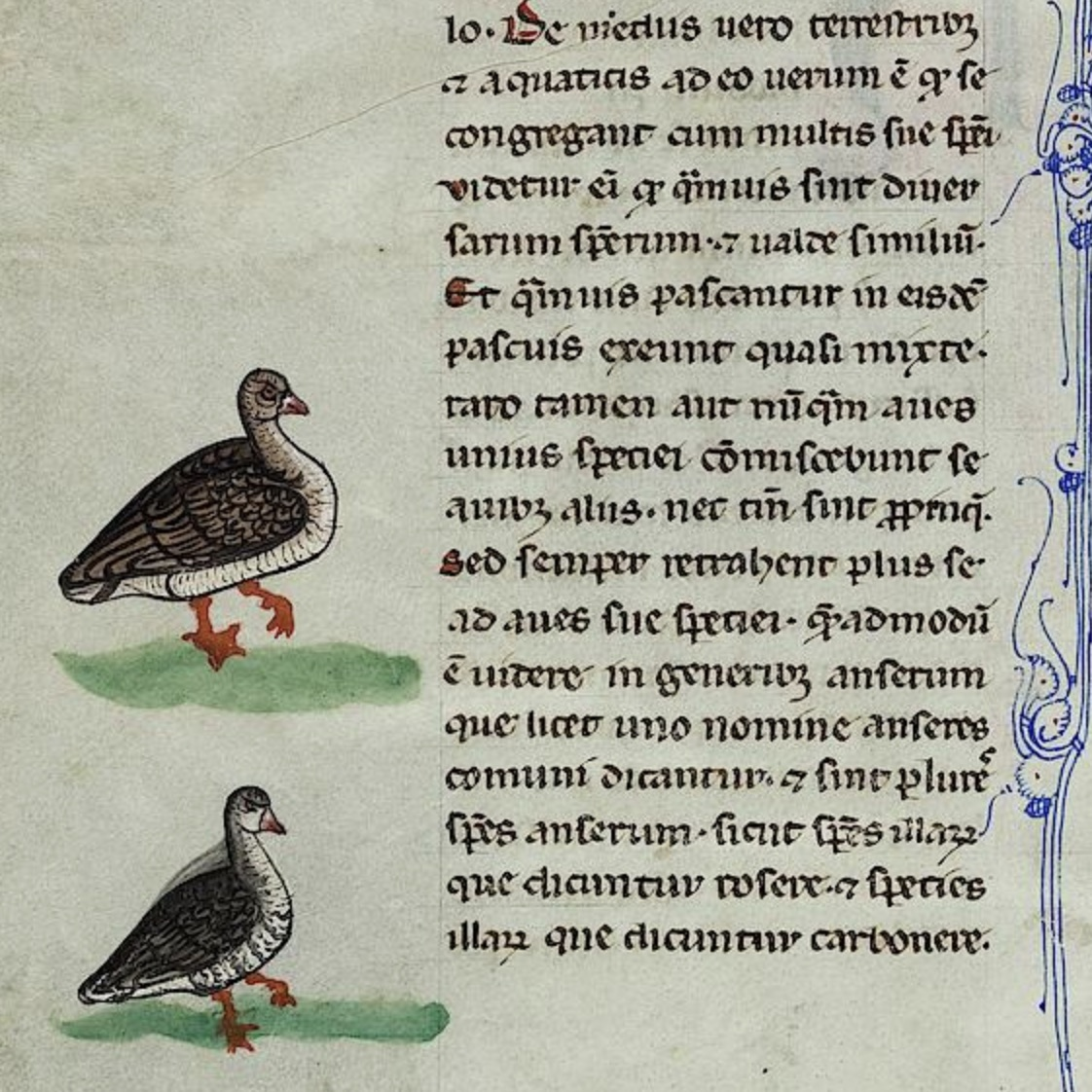
Os gansos percebes, de um escriba desconhecido em Apostolica, Pal. lat. 1071, 14v - Frederico II De Arte Venandi Cum Avibus, c. 1241.

### Bestiário Medieval

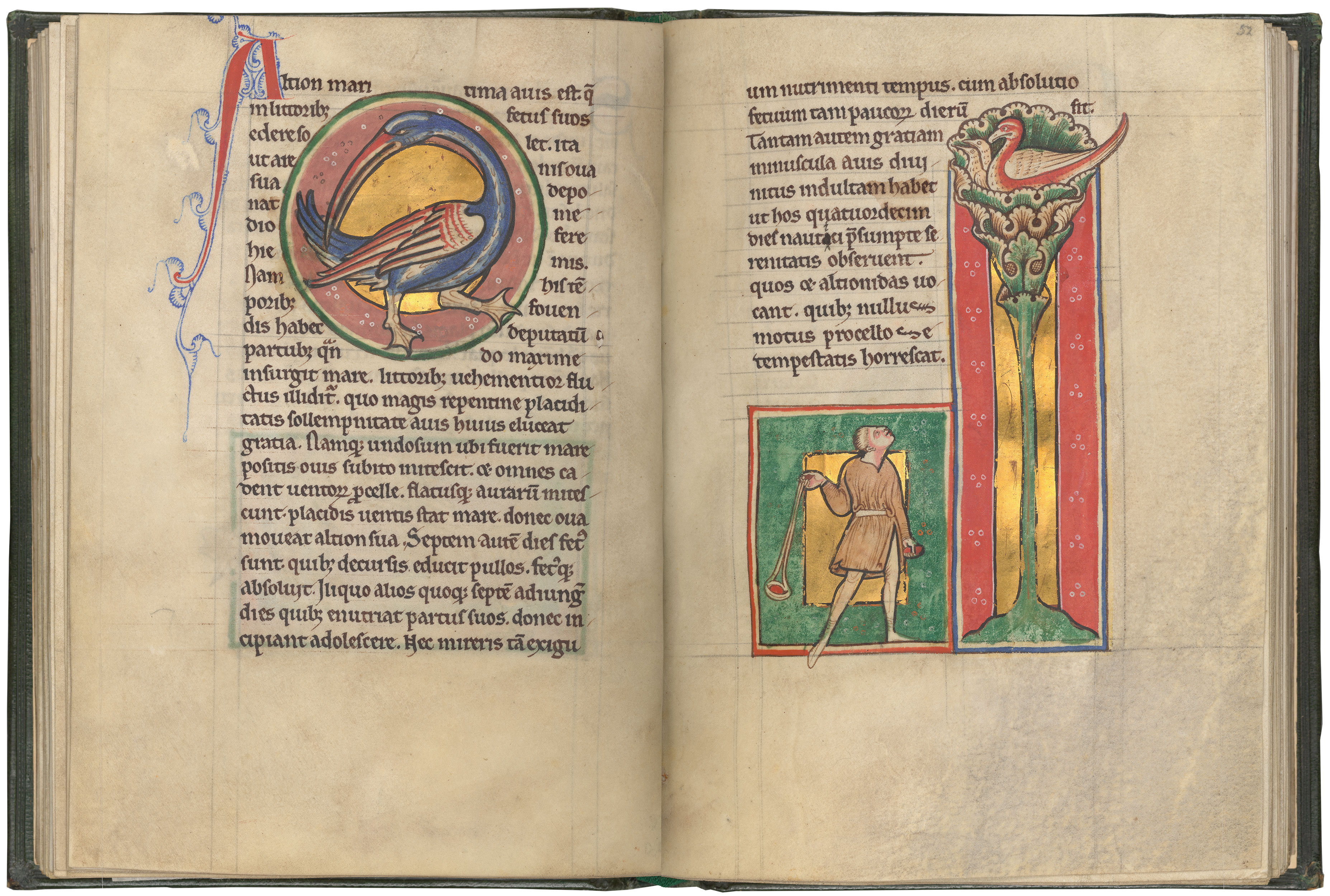
Bestiário Halcyon Morgan M8177019v

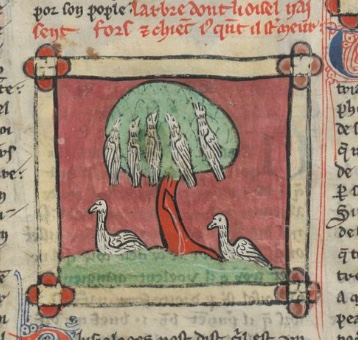
A árvore do ganso-craca - Pierre de Beauvais, Bestiário, Biblioteca do Arsenal, ms. 3516 fol. 205r

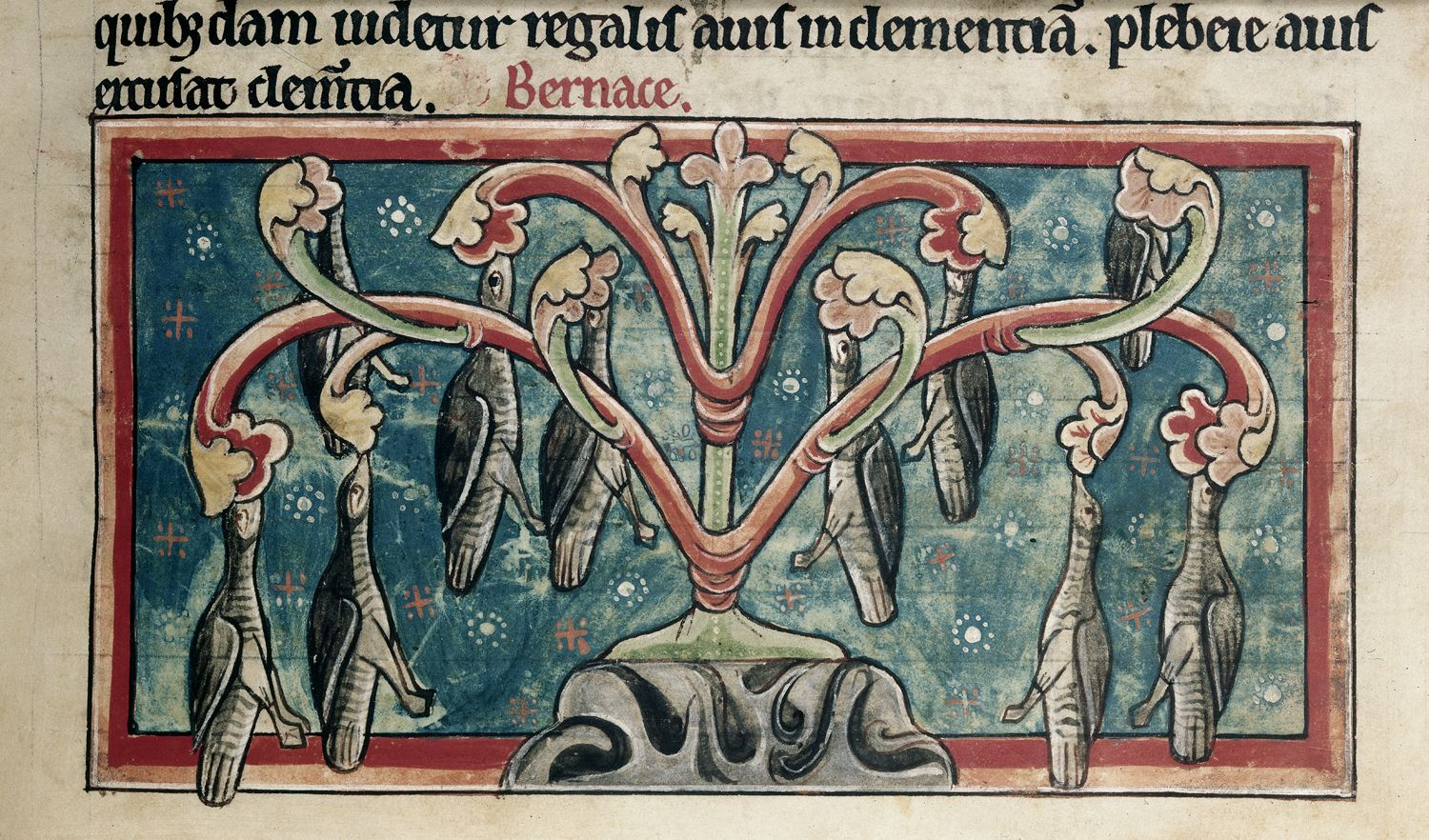
Bestiário Medieval da Biblioteca Britânica, Harley 4751 f. 36

### Papa Pio II e João Mandeville

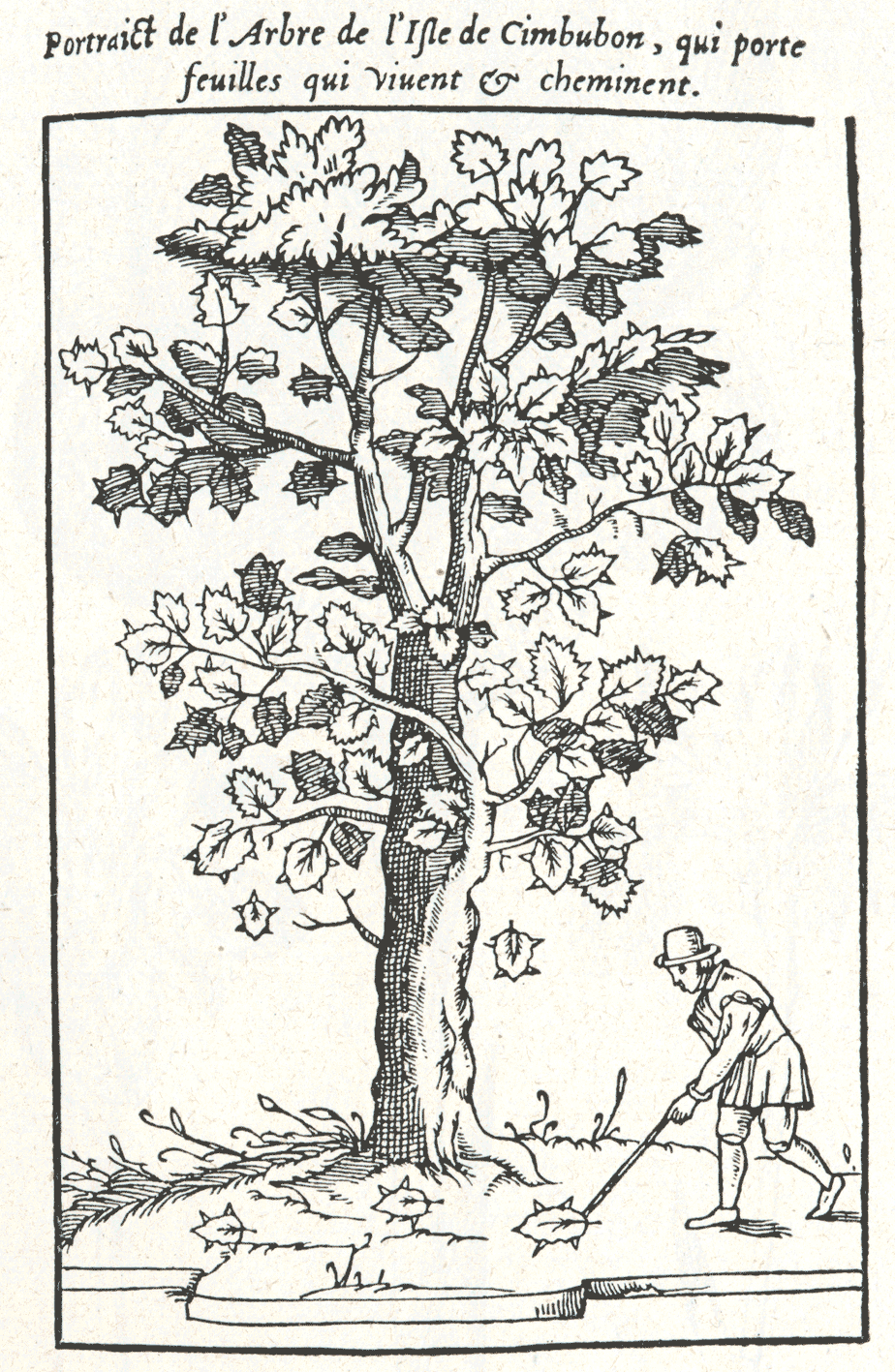
A árvore do pato de Duret (1590)

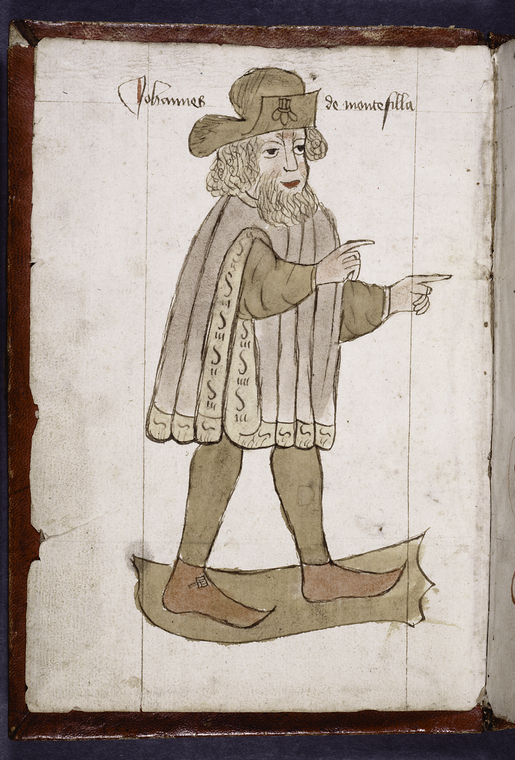
João de Mandeville, conhecido como "O Maior Viajante do Mundo", era muito possivelmente um personagem fictício, assim como a maioria dos relatos de suas viagens, que influenciaram viajantes reais como Marco Polo ou Cristóvão Colombo. Naquela época, livros de viagem, como o de Johannes Witte de Hese, misturavam fatos reais com fantasias, descrevendo pigmeus, peixes voadores, unicórnios, desertos vivos e assim por diante. Na imagem, João de Mandeville caracterizado com manto e chapéu com vieira como peregrino a Santiago de Compostela. O " Livro das Viagens de Sir John Mandeville" foi vendido aos caminhantes no Caminho para a Galiza.

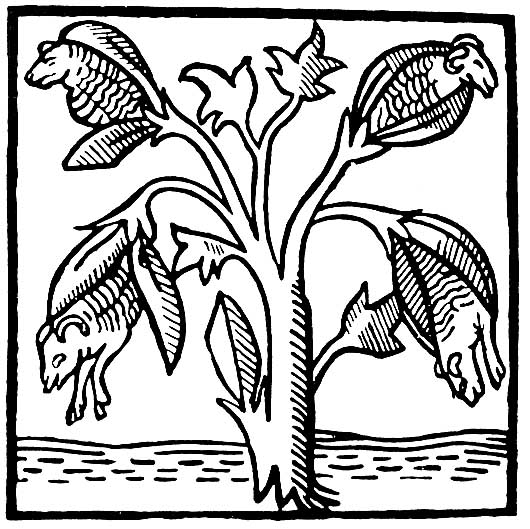
Planta de algodão doadora de ovelhas, no livro de viagens de Sir John Mandeville

### O século XVI e Hector Boece

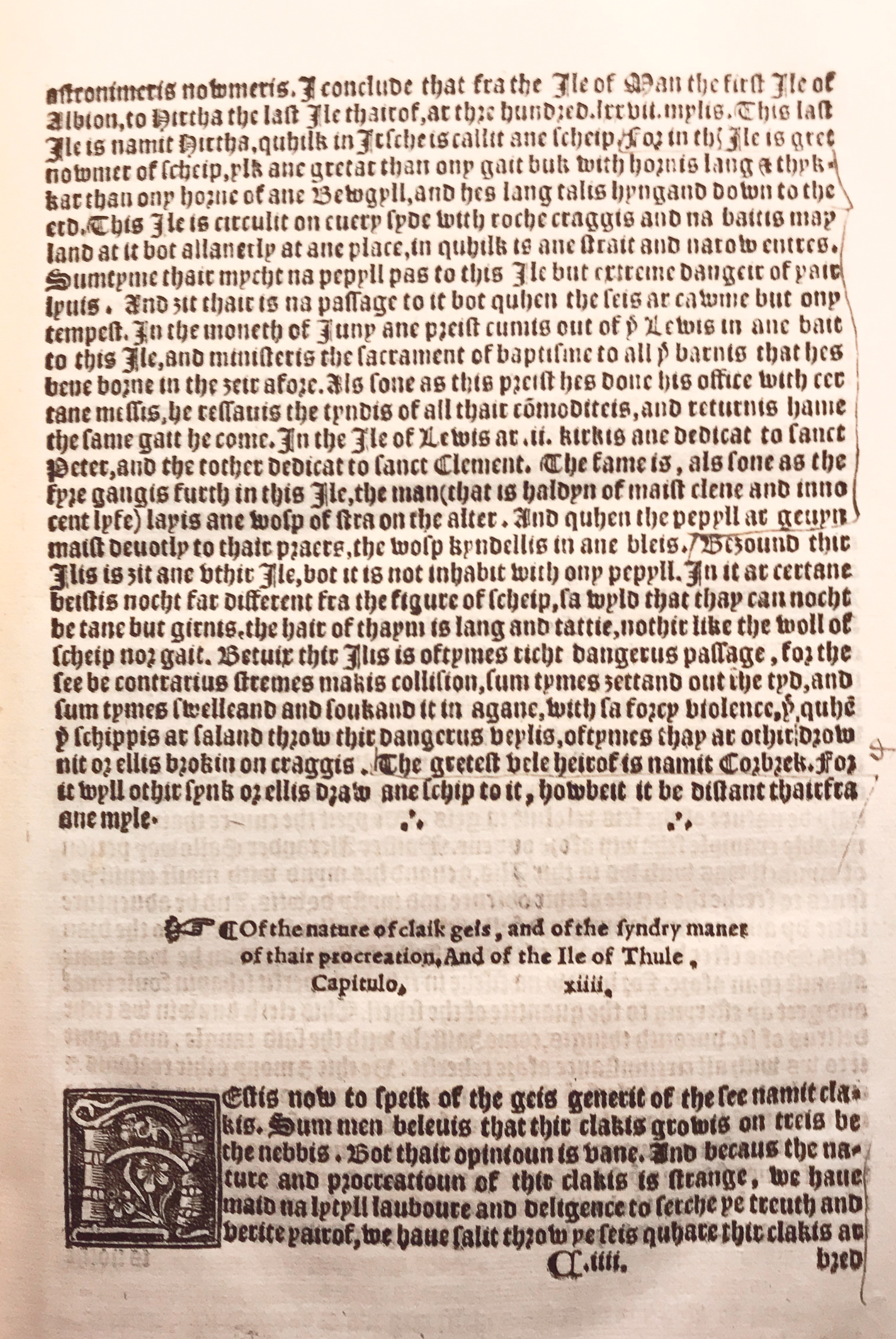
Seção da História de Boece na Cosmographia que fala dos gansos claik, fazendo referência à mítica ilha de Thule.

### História geral das plantas (1597)

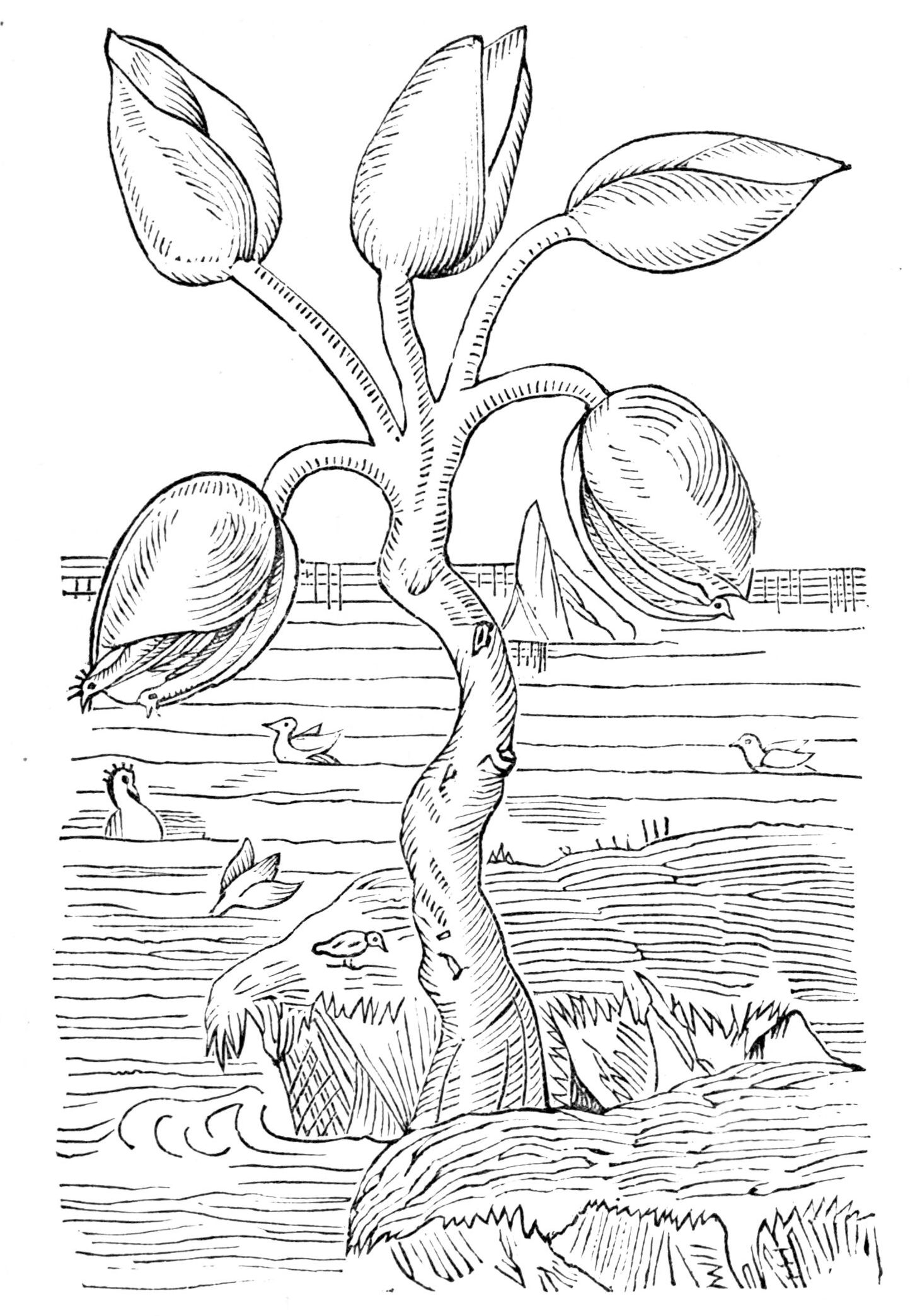
PSM V04 D585 The Goose Tree, por Gerard Page, 1391.

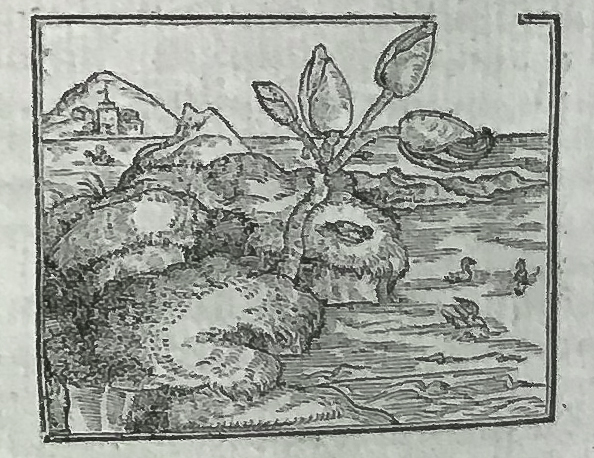
Os gansos cracas, 1556, de L'Obel p. 655 De, Universidade de Aberdeen, Coleções Especiais

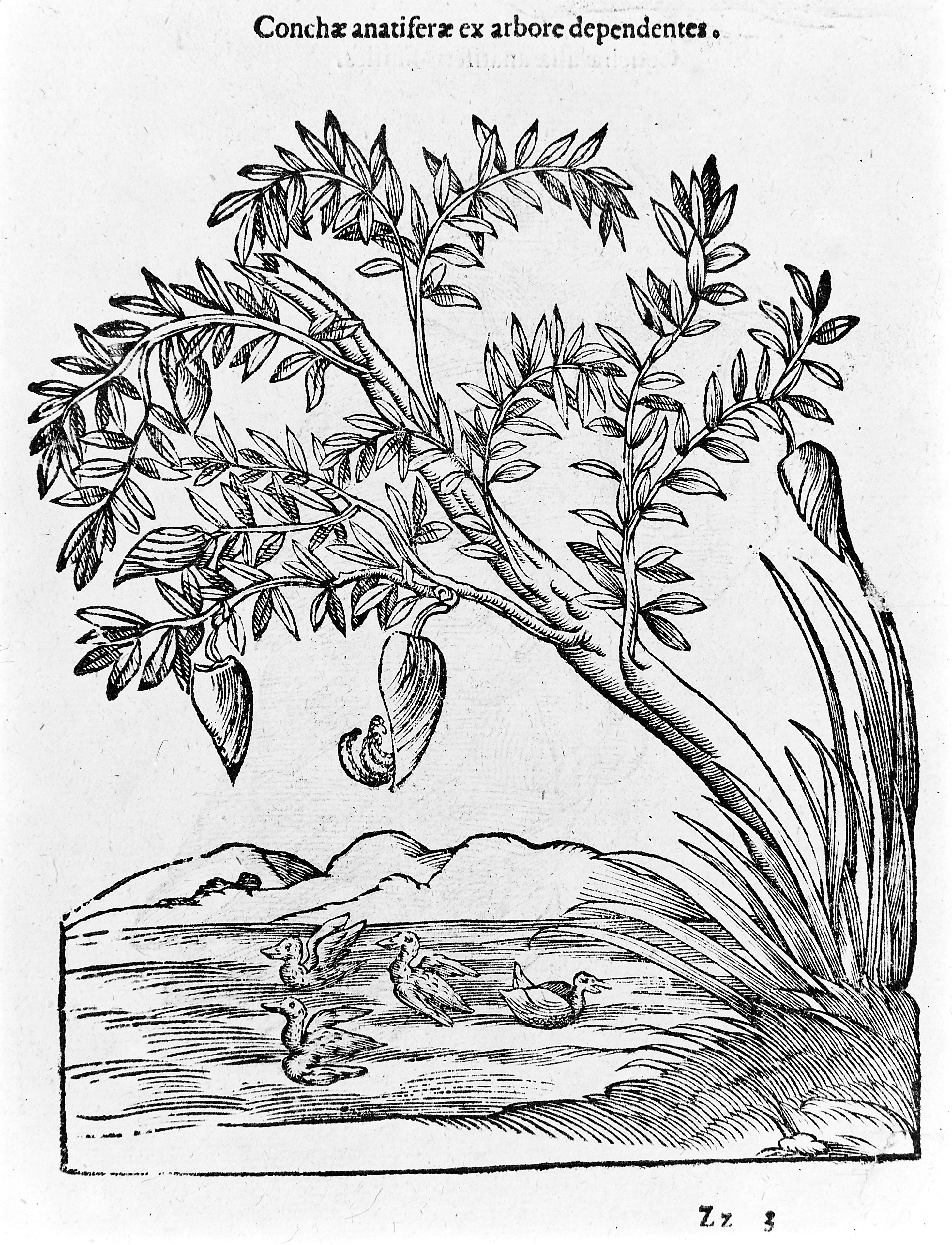
Ulisse Aldrovandi - Os gansos cracas "nascem" e depois nadam para longe.

### Carl von Linnaeus e a origem da taxonomia

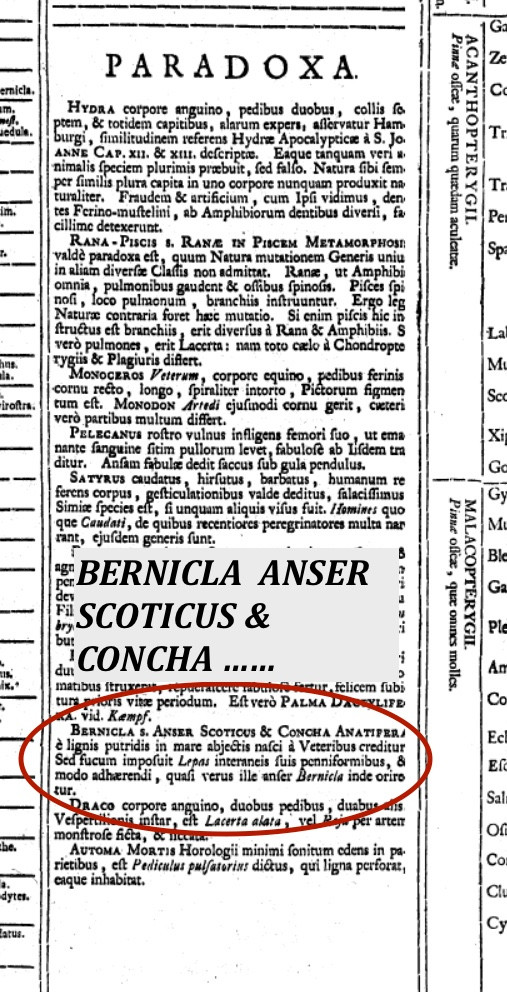
Paradoxo - Linnaeus - de Systema Naturae (Edição 1735)